# Rote Gruppe

## Geschichte
Die Rote Gruppe war die erste, 1924 in Berlin gegründete kommunistische Künstlervereinigung in Deutschland. Zum Zeitpunkt der Gründung war klar, dass es keine Revolution in Deutschland geben würde. So befassten sich die Kommunisten nun intensiver mit Fragen der Bedeutung von Bildung, Kultur und Kunst. In diesem Kontext ist auch die Gründung der Künstlergruppe zu sehen, die sich das Ziel setzte, „zur verstärkten Wirksammachung der kommunistischen Propaganda durch Schrift, Bild und Bühnenmittel beizutragen“.
Mit dem Gründungsmanifest vom 13. Juni 1924 reflektierten die Mitglieder auch ihr politische Selbstverständnis als klassenbewußte Kunstschaffende, wenn es unter anderem heißt: „Die Mitglieder […] sind durchdrungen von dem Bewusstsein, daß ein guter Kommunist in erster Linie Kommunist und dann erst Facharbeiter, Künstler usw. ist, daß alle Kenntnisse und Fähigkeiten ihm nur Werkzeug sind im Dienst des Klassenkampfes.“ Dieses Selbstverständnis konkretisierten George Grosz und Wieland Herzfelde 1925 nochmals in ihrem Essay Die Kunst ist in Gefahr. Ein Orientierungsversuch. Dort schrieben sie, dass der Wert von Kunst sich einzig nach ihrer sozialen Nützlichkeit und ihrer Wirkungen bemesse. Dem anarchischen, individualistischen Kunstschaffen stellte man kooperative Arbeitsweisen entgegen. Subjektiv-willkürliche Kriterien wie künstlerischer Wert oder Markterfolg seien völlig zu vernachlässigen. Als Quelle ihrer Haltungen rekurrierten sie in dem Text explizit auf das Erlebnis des Ersten Weltkrieges, der klargemacht habe: „Die Menschen sind Schweine. Das Gerede von Ethik ist Betrug, bestimmt für die Dummen. […] Der Ausbruch des Krieges machte […] klar, daß die Masse, die unter der Suggestion der Presse und des militarischen Gepranges begeistert durch die Straßen zog, willenlos war.“ Und dieser Willenlosigkeit und diesem Stumpfsinn eben suchten die Mitglieder der Gruppe mit Mitteln der Kunst etwas entgegenzusetzen.
Unter den Protagonisten der Gruppe finden sich führende Künstler der Neuen Sachlichkeit, des Politischen Theaters und Feuilletonisten. Viele Mitglieder arbeiteten an der von 1923 bis 1927 erscheinenden KPD-Satirezeitschrift Der Knüppel mit.
Bereits im Oktober 1924 nahm die Rote Gruppe (Georges Grosz, Otto Dix, Erich Drechsler, Franz Wilhelm Seiwert, Rudolf Schlichter, Otto Nagel u. a.), wie auch u. a. die Novembergruppe oder Künstler des Bauhaus Weimar, an der Ersten Allgemeinen Deutschen Kunstausstellung in Sowjet-Rußland teil, die in Moskau, Saratov und Leningrad gezeigt wurde.
Die Rote Gruppe bestand bis 1928 und ging dann in der neugegründeten Assoziation revolutionärer bildender Künstler, kurz: Asso, auf.

## Mitglieder (unvollständig)
- Boris Angeluschew
- Johannes R. Becher
- Alfred Beier-Red
- Max Busyn
- László Dallos (1901–1948)
- H.M. Davringhausen

- Erich Drechsler
- Otto Dix
- Peter Paul Eickmeier
- Alois Erbach
- Alfred Frank
- Franz Edwin Gehrig-Targis
- Conrad Felixmüller
- George Grosz (Vorsitzender)
- John Heartfield (erster Sekretär)
- Eugen Hoffmann
- Karl Hubbuch
- Eric Johansson
- Alfred Keményi
- (Käthe Kollwitz)
- Wilhelm Lachnit
- Otto Nagel
- László Peri
- Erwin Piscator
- Wilhelm Rudolph
- Rudolf Schlichter (Schriftführer)
- Franz Wilhelm Seiwert
- Jolan Szilágyi (1895–1975)
- Ines Wetzel
- Karl Witte (Stellv. Vorsitzender), Schriftsteller
- Karl August Wittfogel

## Programmatische Schriften
- „Rote Gruppe. Manifest der Vereinigung Kommunistischer Künstler“, in: Die Rote Fahne, 13. Juni 1924.
- Kemeny, Alfred (1924), „Reaktionäre “Sturm” Kunst“, in: Die Rote Fahne, 18. Dezember 1924.
- Johannes R. Becher (1925), „Bürgerlicher Sumpf – Revolutionärer Kampf“, in: Das Wort, 7. Februar 1925.
- Karl August Wittfogel (1925), „Über proletarische Kultur“, in: Die Rote Fahne, 21. Juni 1925.
- John Heartfield (1926), „Grün oder – Rot?“, in: Die Weltbühne 22.1926, Heft 11, S. 434f.